# 淺田舞
淺田舞（1988年7月17日—），日本的花式滑冰運動員，出生於日本愛知縣名古屋市名東區。2006年四大洲錦標賽第六名。她先後畢業於名古屋市立高針小學校、名古屋市立高針台中學校及東海學園高等學校，現時就讀於中京大學體育學部體育科學科。她的妹妹是淺田真央，同為花式滑冰運動員。2017年为《大雄的南极冰冰凉大冒险》的帕欧帕欧配音。

## 外部連結
- （日語）（英文）淺田真央、淺田舞的官方網站 （页面存档备份，存于）
- （英文）淺田舞 國際滑冰聯盟的資訊 （页面存档备份，存于）